# Gauthieromyces indicus
Gauthieromyces indicus är en svampart som beskrevs av J.K. Misra & V.K. Tiwari 2008. Gauthieromyces indicus ingår i släktet Gauthieromyces och familjen Legeriomycetaceae.   Inga underarter finns listade i Catalogue of Life.